# J. R. Reid
Herman „J.R.“ Reid (* 31. März 1968 in Virginia Beach) ist ein ehemaliger US-amerikanischer Basketballspieler.

## Werdegang
Reid, dessen Vater American Football bei den Baltimore Colts spielte, wurde als Basketballspieler der Kempsville High School von mehreren namhaften Hochschulen der Vereinigten Staaten umworben, darunter Iowa, Maryland, North Carolina, Virginia und UCLA. Er galt in seinem Jahrgang als einer der besten Spieler der Vereinigten Staaten, was unter anderem daran lag, dass Reid neben körperlichen Vorzügen wie Sprungkraft auch eine gute Ballbeherrschung und hohes Spielverständnis aufwies.
Die University of North Carolina erhielt von Reid den Zuschlag. Er spielte zwei Jahre für die Mannschaft von Dean Smith, kam auf Mittelwerte von 16,2 Punkten sowie 7,6 Rebounds je Begegnung und hinterließ Eindruck durch seine kraftvollen Dunkings. 1988 war Reid Mitglied der US-Olympiamannschaft, mit der er in Seoul Bronze gewann.
Die Charlotte Hornets wurden Reids erster Arbeitgeber im Profigeschäft, die Mannschaft von Trainer Dick Harter benötigte in ihrer zweiten NBA-Saison von Reid insbesondere Hilfe beim Rebound. Zwar erfüllte Reid diese Aufgabe, überzeugte Charlottes Verantwortliche bis 1992 aber nicht völlig, kam nach den Verpflichtungen von Alonzo Mourning und Larry Johnson weniger zum Einsatz und wurde Anfang Dezember 1992 an die San Antonio Spurs abgegeben. Die Texaner setzten Reid meist von der Bank aus ins Spiel kommend ein, im Februar 1996 gaben sie ihn an die New York Knicks ab. Bereits kurz nach seiner Ankunft in New York wurde Reid Ende Februar 1996 für zwei Spiele gesperrt und zu einer Geldstrafe von 10 000 US-Dollar verurteilt. Reid hatte in einem Spiel gegen die Phoenix Suns A. C. Green durch einen Ellenbogenschlag verletzt, Green verlor dabei zwei Zähne.
Im September 1996 wechselte Reid zu Paris Basket Racing nach Frankreich. Die namhafte französische Spieler wie Richard Dacoury, Laurent Sciarra und Stéphane Risacher umfassende Mannschaft tat sich zunächst schwer, Anfang November 1996 wurde Trainer Chris Singleton entlassen. Am Ende der Hauptrunde der Saison 1996/97 stand Reid mit Paris auf dem fünften Rang, der US-Amerikaner war mit Mittelwerten von 17,9 Punkten sowie 8,3 Rebounds jeweils mannschaftsintern führend. Im weiteren Verlauf des Spieljahres gewann er mit Paris den französischen Meistertitel, im europäischen Vereinswettbewerb Eurocup schied man Anfang April 1996 im Halbfinale gegen Real Madrid aus.
Reid ging in sein Heimatland zurück und unterschrieb im Sommer 1997 wieder bei den Charlotte Hornets. In der Saison 1998/98 überzeugte Reid mit 14,5 Punkten je Begegnung, wurde zusammen mit Glen Rice und B. J. Armstrong jedoch Anfang März 1999 von Charlotte im Tausch gegen Eddie Jones und Elden Campbell an die Los Angeles Lakers abgegeben. Reid blieb bis 2001 in der NBA, in der er insgesamt 719 Spiele bestritt, aber die Leistungen seiner ersten beiden guten Jahren in Charlotte selten bestätigte.
Reid spielte am Ende seiner Laufbahn wieder in Europa: 2001/02 beim französischen Erstligisten Straßburg, wo er mit seinem früheren Mannschaftskameraden Steve Bucknall aus Hochschulzeiten zusammenspielte. In der Spielzeit 2002/03 stand Reid ab Mitte März 2003 beim spanischen Zweitligisten Baloncesto León unter Vertrag, brachte es in 14 Einsätzen auf durchschnittlich 7,8 Punkte.
Reid, der an der University of North Carolina einen Hochschulabschluss im Fach Journalismus erlangte, wurde nach seiner Spielerzeit als Basketballkommentator tätig. 2011 wurde Reid Assistenztrainer am Patrick Henry Community College im Bundesstaat Virginia und war bis 2013 für die Hochschule tätig. Von 2018 bis 2022 war Reid Assistenztrainer an der Monmouth University.